# 日野町立日野中学校 (鳥取県)
日野町立日野中学校（ひのちょうりつ ひのちゅうがっこう）は、かつて鳥取県日野郡日野町野田にあった公立中学校。
2023年（令和5年）4月に根雨小学校・黒坂小学校と統合し、義務教育学校である「日野町立日野学園」へ移行した。

## 沿革
根雨中学校
- 1947年（昭和22年）4月29日 - 根雨町立根雨中学校が開校。
- 1954年（昭和29年）4月1日 - 根雨町立日野中学校を統合。
- 1959年（昭和34年）5月1日 - 根雨町と黒坂町が合併し日野町が発足、日野町立根雨中学校と改称。
- 1984年（昭和59年）3月31日 - 閉校。

根雨町立日野中学校
- 1947年（昭和22年）4月29日 - 日野村立日野中学校が開校。
- 1953年（昭和28年）10月1日 - 日野村が根雨町へ編入合併、根雨町立日野中学校と改称。
- 1954年（昭和29年）3月31日 - 閉校。

黒坂中学校
- 1947年（昭和22年）4月29日 - 黒坂町立黒坂中学校が開校。
- 1959年（昭和34年）5月1日 - 根雨町と黒坂町が合併し日野町が発足、日野町立黒坂中学校と改称。
- 1984年（昭和59年）3月31日 - 閉校。

日野町立日野中学校
- 1984年（昭和59年）4月1日 - 根雨中と黒坂中が統合し日野中学校が開校。
- 2023年（令和5年）3月31日 - 日野町立根雨小学校・黒坂小学校との統合により廃校

## 部活動
- ソフトテニス部
- バレーボール部
- サッカー部
- 陸上競技部
- 野球部
- 吹奏楽部
- 駅伝部
- スキー部

## 校区
- 校区は、根雨小学校、黒坂小学校の通学区域となっている。